# 1941年中国
| 中国历史 / 中国历史年表                                                                                                   |
| 世紀： 19世纪中国 / 20世纪中国 / 21世纪中国                                                                               |
| 年代： 1910年代中国 / 1920年代中国 / 1930年代中国 / 1940年代中国 / 1950年代中国大陆 / 1960年代中国大陆 / 1970年代中国大陆 |
| 年份： 1937年中国 / 1938年中国 / 1939年中国 / 1940年中国 / 1941年中国 / 1942年中国 / 1943年中国 / 1944年中国 / 1945年中国 |
| 纪年： 辛巳年（蛇年）、中华民国30年                                                                                       |

## 大事記

### 1月
- 1月1日——軍事委員會任命王乾元為第三十四軍代理軍長[1]:6448。
- 1月12日——皖南新四軍指戰員在葉挺指揮下堅守石井坑，黃昏周圍陣地相繼失守，晚上葉挺決定分散突圍[1]:6457。
- 1月13日——新四軍軍部在突圍中又遭國軍包圍，當時尚集中2,000餘人幾度衝鋒，下午國軍進攻大康王新四軍陣地，新四軍政治部主任袁國平陣亡；葉挺和饒漱石商定派人與國軍談判，並派軍部參謀2人前往第五十二師師部聯繫[1]:6457-6458。
- 1月14日——葉挺前往第五十二師師部談判被扣押，隨後新四軍各陣地被國軍占領；新四軍軍部和皖南部隊最後分散突圍，2,000餘人陸續到達江北和蘇南，副軍長項英和參謀長周子昆突圍後到茂林以南大山中隱蔽，3月14日被殺害[1]:6458。
- 1月16日——軍事委員會任命劉祁祺為第十七軍副軍長，張言傳為第七十軍副軍長；國民政府設計局正、副秘書長張群、顧翊群辭職照准，遺缺由王世杰、陳伯莊兼任[1]:6460。
- 1月17日——軍事委員會發布通令，稱新四軍「違抗命令，不遵調遣」，「擾亂戰局，破壞抗日陣線，陰謀不軌」，宣布新四軍為「叛軍」，撤銷其番號，並將「該軍軍長葉挺着即革職，交軍法審判，依法懲治」，「副軍長項英着即通令各軍嚴緝歸案訊辦」，是為「皖南事變」；軍事委員會任命楊宏光為新編第三軍軍長[1]:6462。
- 1月20日——中共中央革命軍事委員會發布重建新四軍軍部之命令，任命陳毅為新四軍代理軍長，張雲逸為副軍長，劉少奇為政治委員，賴傳珠為參謀長，鄧子恢為政治部主任；軍事委員會任命陳章為第六十三軍副軍長；行政院會議議決派蔣復璁為國立中央圖書館館長[1]:6464-6465。
- 1月21日——軍事委員會任命郭希鵬、王天任為騎兵第三軍軍長、副軍長；魯蘇戰區總司令于學忠致電軍令部長徐永昌，請即派兵東進援助該部襲擊蘇北新四軍[1]:6466。
- 1月25日——日軍發動豫南會戰；新四軍新軍部在蘇北鹽城成立[1]:6469-6470。
- 1月26日——豫南戰場中路日軍攻陷確山，右翼日軍攻陷正陽，左翼日軍攻陷泌陽[1]:6471。
- 1月31日——軍事委員會任命趙錫慶為第五十三軍副軍長，王育瑛為第五十四軍副軍長[1]:6474。

### 2月
- 2月1日——軍事委員會任命衛立煌兼任第三十九集團軍總司令，高樹勳、孫良誠為副總司令，王懋功為魯蘇戰區副總司令，畢澤宇為第六十九軍軍長，冷欣為第八十九軍軍長，顧錫九為第八十九軍代理副軍長[1]:6476。
- 2月4日——豫南日軍攻陷南陽[1]:6479。
- 2月8日——行政院經濟會議正式成立，蔣介石任主席，孔祥熙為副主席，賀耀祖為秘書長[1]:6481。
- 2月10日——豫南會戰結東，日軍退回信陽，恢後戰前態勢[1]:6482。
- 2月26日——軍事委員會任命陳大慶為第二十九軍軍長，王廷瑛為新編第五軍副軍長[1]:6492。
- 2月28日——第十八集團軍駐桂林辦事處奉國民政府軍事委員會命令撤退[1]:6496。

### 3月
- 3月2日——國民參政員、南僑領袖胡文虎離開重慶前赴香港；日軍在北海市強行登陸，攻陷北海[1]:6498。
- 3月6日——軍事委員會任命梁培璜為第六集團軍副總司令，彭毓斌為第七集團軍副總司令，楚溪春為第八集團軍副總司令，劉奉濱為第十三集團軍副總司令[1]:6501。
- 3月14日——日軍發動上高會戰[1]:6506。
- 3月19日——軍事委員會任命孫良誠為冀察戰區副總司令[1]:6509。
- 3月28日——軍事委員會任命劉召棠為第十九軍代理軍長，梁春溥為第二十三軍軍長，于鎮河為第三十三軍軍長，施北衡為第七十五軍軍長，柳𣘤明七十五軍副軍長，孫福麟為第八十三軍代理軍長，張興仁為新編第三軍副軍長[1]:6518。
- 3月31日——上午，上高會戰國軍第九戰區第二挺進總主力由高安東北衝入城內，克服高安，日軍不支四處走[1]:6520。

### 4月
- 國民政府為實行對滇緬公路統一管理，特設特種運輸管理委員會，由何應欽兼任主任委員，交通部、財政部、經濟部、貿易委員會等機關均派代表參加[1]:6537-6538。
- 4月2日——第九戰區第四十九軍第一〇五師王鐵漢部援軍第七十軍第一〇七師宋英仲部合力克復新奉，午後王鐵漢部收復萬壽宮，日軍退回原陣地，上高會戰結束，共殲日軍1.5萬人，俘日軍100餘人[1]:6522。
- 4月4日——軍事委員會任命彭杰如為新編第七軍軍長[1]:6523。
- 4月10日——國民政府特任郭泰祺為外交部部長；國民政府追故空軍驅逐司令兼第四大隊隊長高志航為空軍上將[1]:6527。
- 4月13日——蔣稱蘇日中立條約會使美國更意識到日本對其長期威脅；故日本與蘇聯由此助長中國軍事和政治前景；蔣作結論，日本即將南進，是日本做為世界強權即將完結之開端[2]:202。
- 4月15日——《新華日報》發表社論聲援日蘇兩國條約，並重申兩國條約並未變更中國領土權，反而確保了兩地的安全[3]。
- 4月24日——上海四行倉庫孤軍營第五二四團團長謝晉元，在給士兵訓話後，被其部下士兵赫鼎誠、張文清、龍耀亮等用匕首、鐵鎬猛擊殞命[1]:6535。
- 4月25日——謝晉元遺體大殮儀式在孤軍營禮堂舉行，憑吊者約3,000人，林森、蔣介石、何應欽、孔祥熙、朱家驊、顧祝同等題詞致哀；蔣介石通令全國悼念謝晉元，發特恤國幣5萬元，並請由政府明令褒揚，所遺子女由國家撫養；軍事委員會政治部第三廳廳長何浩若辭職獲准，由該部設計委員會主任委員黃少谷兼任[1]:6535-6536。
- 4月29日——軍事委員會任命楊彬為第七十一軍副軍長[1]:6537。

### 5月
- 5月1日——戴笠、杜月笙在上海邀各幫會首領成立人民行動委員會[1]:6539。
- 5月2日——國民政府行政院籌設貿易部、糧食部，原隸屬財政部之貿易委員會、全國糧食管理局應予撤銷[1]:6540。
- 5月4日——軍事委員會任命陳繼淹為第五十九軍副軍長[1]:6541。
- 5月6日——軍事委員會任何柱國為第十五集團軍總司令，李仙洲為副總司令，高樹勳兼任新編第八軍軍長，李繩武為新編第十二軍副軍長，溫懷光代理騎兵第一軍軍長，徐梁為騎兵第二軍軍長[1]:6542。
- 5月7日——日軍發動中條山戰役，調集6個師團又2個獨立混成旅共10餘萬在日本航空兵支援下，分東、北、西三方面進攻山西南部中條山；國軍第一戰區、第二戰區所部7個軍共16個師守衛中條山地區，以第八十軍、第三軍、第十七軍守衛中條山西部，以第四十三軍、第九十八軍、第十五軍守衛中條山北側，以第九軍守衛中條山東側[1]:6543。
- 5月8日——國民政府明令褒揚故第八十八師團長謝晉元，並追贈為陸軍少將，令稱：謝晉元率孤軍八百守四行倉庫，「環境驅迫，異常艱困，卒能堅定不移，始終如一，洵足保持革命軍人之人格，為長期抗戰之矜式」，交軍事委員會從優恤[1]:6544。
- 5月9日——國民政府特任顧維鈞為駐英國特命全權大使，魏道明為駐法國特命全權大使；原駐英國大使郭泰祺另有任用，應免本職[1]:6544。
- 5月10日——重慶各700餘人開會追悼謝元，蔣介石派賀耀組代表致祭[1]:6546。
- 5月20日——行政院增設糧食部，國民政府明令特任徐堪為糧食部部長[1]:6552。

### 6月
- 6月3日——國民政府特任吳尚鷹為立法院秘書長，任命蔣復璁為國立中央圖書館館長[1]:6562。
- 6月4日——國民政府特任張知本為司法院秘書，調立法院立法委員程中行為監察院秘書長，任命曾彥法院立法委員[1]:6562。
- 6月5日——日機轟炸重慶，製造較場口大隧道窒息案；軍事委員會任命榮光興為第五十五軍軍長[1]:6563。
- 6月6日——蔣介石視察「六五大隊道窒息案」現場，指示重慶市市長吳國楨今後採取憑證入洞辦法，避免死傷[1]:6563。
- 6月13日——軍事委員會任命黃琪翔為第六戰區副司令長官[1]:6568。
- 6月18日——國民政府明令免立法院立法委員吳尚鷹本職，命袁世斌繼任[1]:6570。
- 6月19日——國民政府令免陝西省政府主席蔣鼎文本兼各職，任命熊斌為陝西省政府主席[1]:6571。
- 6月24日——軍事委員會任命張彌川為新編第八軍副軍長，6月26日任命劉廣濟為第一〇〇軍軍長[1]:6574。
- 6月27日——郭泰祺由英國經美國返抵重慶，6月28日晉謁蔣介石，6月29日晉謁林森；上海特一法院宣判謝晉元被害案，兇犯郝俊等4人判處死刑[1]:6575。

### 7月
- 7月1日——全國公路由交通部移轉軍事委員會運輸統制局接管，以何應欽兼督辦，俞飛鵬、張嘉璈為會辦；軍事委員會任命周體仁為第三軍軍長、李世龍為副軍長；德國、意大利宣布承認「汪精衛國民政府」，國民政府外交部向中外記者宣讀德、意絕交宣言，並電令駐德大使及駐意代辦撤退回中國[1]:6577。
- 7月3日——國民政府任命葉秋原、陳紫楓為立法院立法委員[1]:6579。
- 7月7日——中共中央發布《為紀念抗戰四周年宣言》[1]:6581。
- 7月14日——國民政府發表中英兩國關於撤銷不平等條約之換文，中方文稱：「本月四日貴大使照會以英國政府擬俟遠東和平恢復時，與中國政府商討取消領事裁判權，交還租界，並根據互惠平等原則修改條約等由，業經閱悉，中國政府對於英國政府此種友誼，表示深為欣慰。」[1]:6584
- 7月15日——國民政府以行政院秘書長魏道明出任駐法國大使，特派行政院政務處長蔣廷黻代理行政院秘書長[1]:6584。
- 7月20日——蔣介石在重慶接見航空委員會顧問陳納德，商談美國空軍志願兵援華事宜[1]:6586。
- 7月22日——行政院決定成立全國水利委員會，任命薛篤弼為主任委員，各有關部、會長員為委員，將原有之黃河、長江、珠江、導淮各水利機關均歸該委員會[1]:6587。
- 7月28日——軍事委員會任命程樹芬為第七軍副軍長，莫德守為第四十八軍副軍長[1]:6590。
- 7月31日——軍事委員會任命賀維珍為第三十一軍軍長、黎行恕為副軍長[1]:6591。

### 8月
- 8月1日——蔣介石發布命令，將陳納德指揮下之美國志願空軍正式組成中國武裝部隊（即飛虎隊），由陳納德任總指揮[1]:6593。
- 8月2日——韓國光復軍第五支隊隊長羅月煥奉韓國臨時政府命到重慶述職，並報告該部前方工作情形，按羅在中國北戰場組織韓僑參加對日作戰並深入敵後破壞二年[1]:6594。
- 8月4日——郭泰祺在重慶中樞紀念周報告近來國際形勢，指出：「日本是侵略集團鏈鎖中最弱的一環」，「只要民主國家堅持並加強對它的經濟封鎖，它就會走向崩潰之途」，「民主集團的勝利一定會從遠東開始，毫無疑義。」[1]:6594-6595
- 8月12日——國民政府設立外匯管理委員會，特派孔祥熙兼任委員長，派俞鴻鈞等12人為委員，並指定俞源鴻鈞、陳輝德、陳行、貝祖貽、席德懋為常務委員[1]:6598。
- 8月20日——軍事委員會任命潘文華為第五十六軍軍長，8月21日任命忠言為第一〇〇軍副軍長[1]:6604。
- 8月24日——軍事委員命李覺為第二十五集團軍副總司令，陳孔達為第七十軍軍長，康翔為新編第五軍副軍長[1]:6605。
- 8月25日——軍事委員會任命王敬久為第十集團軍總司令[1]:6606。
- 8月26日——國民政府任命馮欽哉為察哈爾省政府主席，派張含英為黃河水利委員會委員長[1]:6606。
- 8月28日——國民政府明令改組福建省政府：原省政府主席陳儀另有任用，應免本兼各職，任劉建緒為省政府主席[1]:6607。

### 9月
- 9月2日——軍事委員會任命練惕生為第六十二軍副軍長[1]:6611。
- 9月4日——蔣介石派俞飛鵬兼任運輸總局局長[1]:6612。
- 9月5日——國民政府令：外交部常務次長曾鎔甫免職，特派為行政院駐緬甸代表[1]:6613。
- 9月9日——軍事委員會任命鄭洞國為第八軍軍長[1]:6615。
- 9月16日——國民政府特任許崇灝為考試院秘書長[1]:6619。
- 9月17日——日軍發動第二次長沙會戰[1]:6619。

### 10月
- 10月1日——長沙附近日軍各師團開始退卻[1]:6631。
- 10月3日——軍事委員會任劉希程為第九十三軍副軍長[1]:6634。
- 10月9日——國民政府令：兼福建省保安司令陳儀另有任用，應免兼職，任劉建緒兼福建省保安司令[1]:6636。
- 10月11日——軍事委員會任命顧錫九為第八十九軍代軍長，10月12日任命史克勤為第四十九軍副軍長[1]:6638。
- 10月16日——第三次南岳軍事會議開幕，蔣介石主持會議並致開會詞，會議主要內容是檢討第二次長沙會戰之失誤[1]:6639。
- 10月19日——據《大公報》訊：蔣介石撥款5萬元在中央軍校建築四行孤軍團長謝晉元紀念碑；運輸統制局西南運輸處改組為中緬總局，俞飛鵬任局長，陳體誠及美國公路運輸專家威爾斯任副局長[1]:6641-6642。
- 10月23日——蔣介石指派康澤為主任，負責籌備設立「戰時青年訓導團」[1]:6643。

### 11月
- 11月2日——蔣介石以日軍集結越南，將進攻雲南，切斷滇緬公路，是日電請羅斯福總統利用影嚮，使英國與中國通力合作[1]:6648。
- 11月11日——白崇禧巡視桂南，是日檢閱防守桂邊軍隊，發表訓話稱：日軍進攻昆明時，或將由越南重入桂省，廣西軍民應與雲南軍民協力合作，防守邊界[1]:6654。
- 11月12日——蔣介石會見周恩來，希望中共自動出席參政會，說過些時候可以給葉挺自由，但現在不能放[1]:6654。
- 11月15日——軍事委員會任命丁友松為第八十軍副軍長，米文和為第六十九軍代理軍長[1]:6656。
- 11月16日——軍事委員會任命曹日暉為第九十軍副軍長[1]:6657。
- 11月18日——軍事委員會任命王育瑛為第八十七軍副軍長，11月20日任命劉希程為第九十八軍軍長[1]:6659。
- 11月25日——軍事委員會任命宋希濂為十一集團軍總司令、張軫為副總司令，呂瑞英為第六集團軍副總司令，梁培璜為第六十一軍軍長[1]:6663。
- 11月26日——軍事委員會任命張凌雲為第五十九軍副軍長，陳繼淹為第七十七軍副軍長[1]:6664。
- 11月30日——軍事委員會任命劉多荃為第十集團軍副總司令，鍾彬為第十軍軍長[1]:6665。

### 12月
- 12月1日——行政院秘書長蔣廷黻發表談話，表示美國如與日本作戰，中國亦將對日宣戰，無論在任情況下，中國決不與日本單獨媾和[1]:6666。
- 12月8日——蔣介石口述一封信給羅斯福，由宋美齡譯成英文：「現時我兩國已對共同之公敵而作共同之奮鬥，中國自當貢獻其所能及其所有，期與友邦美國以及各與國團結一致，奮鬥到底；必使太平洋以及全世界人類正義在野蠻暴力與無窮詭詐之空前劫運下獲得解放而後已。」[2]:209晨1時，日軍開始對美國檀香山珍珠港偷襲，同日炸香港、菲律賓、新加坡等，於是英國、加拿大、澳洲、荷蘭、美國等對日宣戰，美國並宣佈對德義兩國進入戰爭狀態[4]:128-129。
- 12月9日——國民政府發布布告，明確宣布：「茲特正式對日宣戰，昭告中外，所有一切條約、協定、合同有中日間之關係者，一律廢止。」；國民政府以熱河省政府委員兼主席繆澂流另有任用，免本兼各職，命劉多荃繼任[1]:6672-6674珍珠港事件發生兩天後的12月9日，中国正式向德國、義大利和日本宣战[5][6]。因此中國與英國簽訂了友好同盟條約，並與英美等國簽訂廢除部分不平等條約，令重慶國民政府的國際地位上升[7]。國民政府正式佈告對日宣戰，並聲明對德、義立於戰爭狀態[4]:129。
- 12月17日——軍事委員會任命趙世鈴為第四十三軍代軍長，王鐵漢為第四十九軍軍長[1]:6681。
- 12月23日——日軍第40師團主力自湖北南部岳陽地區向湖南北部新墻河岸推進，突破第九戰區守軍第一三四帥一部在河北岸之前沿陣地，第三次長沙會戰開始；軍事委員會任命陶廣為第三十二集軍副總司令[1]:6686。
- 12月27日——國民政府特任宋子文為外交部長，到任前由蔣介石兼任，沈鴻烈為農林部長、賈景德為銓敍部長、陳儀為行政院秘書長[1]:6689。
- 12月29日——蔣介石兼理外交部長職[1]:6690。
- 12月31日——羅斯福致電蔣介石，建議組織中國戰區，以提高中國之地位[1]:6692。